# الشروع في الجريمة في القانون المصري

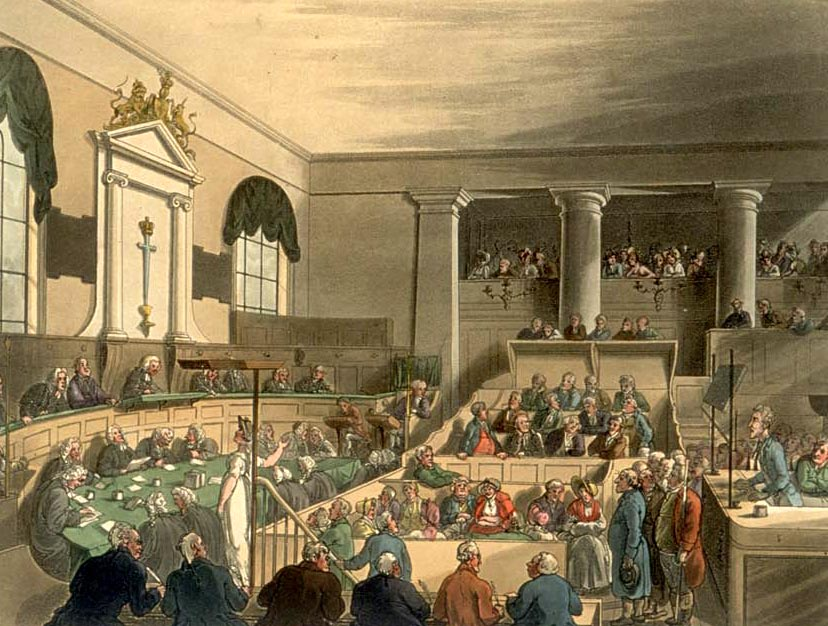

الشروع بوجه عام نموذج خاص لجريمة تتخلف نتيجتها، أو سلوك غير مفض إلى النهاية التي كان الجاني يسعى إلى بلوغها، متى كان عدم تحقق تلك النتيجة راجعاً إلى سبب غير إرادي. فالجاني في هذا النموذج قطع شوطاً ملموساً على طريق إتمام الجريمة، ولكن ذلك الإتمام لم يحدث لسبب خارج عن إرادته:
فمن يطلق رصاصة على الغير بقصد قتله فتطيش رصاصته، أو لاتصيبه إلا بأذى طفيف، أو يضع أخر يده على سلاحه فيمنعه من إطلاق الرصاصة، يعد قد استوفى بنشاطه نموذج الشروع في الجريمة المستهدفة أصلاً والتي حال دون تمامها عامل بعيد عن إرادة الجاني لولاه لتحققت النتيجة.
وقد عرفت المادة 45 من قانون العقوبات الشروع بأنه «....البدء في تنفيذ فعل بقصد ارتكاب جناية أو جنحة إذا أوقف أو خاب أثره لأسباب لا دخل لإرادة الفاعل فيها. ولا يعتبر شروعاً في الجناية أو الجنحة مجرد العزم على ارتكابها ولا الأعمال التحضيرية لذلك». 

## نطاق الشروع
إذا كان الشروع على النحو السابق جريمة خاصة ناقصة النتيجة التي كان الجاني يسعى إليها بسبب خارج عن إرادته، فإن ذلك يغطي في تطبيقات الشروع ثلاثة فروض أساسية يجمع بينها عدم إفضاء نشاط الجاني إلى نتيجة يمكن إلقاء تبعتها عليه قانوناً:الفرض الأول: عدم إفضاء نشاط الجاني بالمرة إلى النتيجة الإجرامية المقصودة ولا إلى أي نتيجة إجرامية أخرى أقل جسامة، كإطلاق رصاصة على شخص دون أن يصاب من جرائها بأذى. والفرض الثاني: تتحقق فيه بعد نشاط الجاني ذات النتيجة الإجرامية التي كان يسعى إليها دون أن يمكن قانوناً نسبتها إلى فعله، لانقطاع علاقة السببية بينهما؛ فثمة في هذا الفرض تحقق مادي للنتيجة النهائية المقصودة دون أن تعتبر الجريمة تامة في مواجهة الجاني، لأن النتيجةلا تُسند سببياً إلى عامل آخر. ومن ذلك إطلاق«أ» رصاصة تجاه«ب» بقصد قتله وإصابة هذا الأخير بجرح بسيط يذهب على أثره إلى المستشفى لتلقي الإسعافات الأولية حيث يتوفى على أثر تلقي علاج خاطئ. الفرض الثالث في الشروع، هو تخلف النتيجة النهائية المقصودة مع تحقق نتيجة أقل جسامة على أثر نشاط الجاني، ومن ذلك إطلاق رصاصة على المجني عليه تصيبه ولا تقتله، فالإصابة ذاتها تعد نتيجة إجرامية(أقل جسامة من الوفاة) في جريمة الجرح العمد، ولكن هذه النتيجة تذوب وتستغرق في نموذج قانوني أوسع هو الشروع في القتل، وعنه وحده يُسأل الجاني دون الجرح العمد.

## صورتا الشروع
ثمة صورتان أساسيتان للشروع أولاهما: الشروع التام، ويعرف كذلك بالجريمة الخائبة، وفيها يستنفد الجاني نشاطه الإجرامي كاملاً وتتخلف النتيجة لسبب خارج عن إرادته، ومن ذلك أن يضرب شخص امرأة أو يعطيها مادة بقصد إسقاطها فلا يتحقق ذلك، أو أن يطلق رصاصته تجاه المجني عليه فلا يصيب هذا الأخير، أو أن يكسر خزينة لسرقة مستند معين فلا يجده بها. ويدخل في صورة الشروع التام كذلك ما يعرف بالجريمة المستحيلة، وفيها يستنفد النشاط الاإجرامي في ظروف كان يستحيل فيها تحقق النتيجة لعامل كان الجاني يجهله، كمحاولة السرقة من جيب خال، أو قتل شخص فارق الحياة بالفعلأو بسلاح غير محشو برصاص، أو إسقاط امرأة غير حبلى.
والصورة الثانية للشروع هي الشروع الناقص أو مايعرف بالجريمة الموقوفة، وفيها لا يسنفد الجاني نشاطه الإجرامي حتى نهايته، وإنما يوقفه أو يحبطه عامل خارجي فلا يستكمل النشاط ولا تتحقق النتيجة، كما لو تأهب «أ» لإطلاق عيار ناري تجاه «ب» وتدخل «ج» فأمسك بيده وحال دون إطلاق العيار؛ أو تسلق «أ» سور منزل بقصد السرقة ولم يتم مشروعه على أثر رؤية رجل الشرطة قادمًا نحوه، وهكذا.
وليس ثمة فارق من الناحية القانونية بين صورتي الشروع فيما يتعلق بالتجريم والعقاب: فكل منهما يستكمل عناصر الشروع، ولكل منهما يتقرر ذات العقاب.

## سياستا التجريم والعقاب بشأن الشروع
في التنظيم القانوني للشروع يتنازع مذهبان يحددان موضعه في السياسة الجنائية بوجه عام، أولهما؛ المذهب الموضوعي، وثانيهما، المذهب الشخصي. وموضع الخلاف بين المذهبين يتعلق بتحديد الأساس الذي يبرر التجريم والعقاب على الشروع؛ هل هو الخطورة الموضوعية للفعل الصادر عن الجاني، أم هو الخطورة الشخصية لهذا الأخير بغض النظر عن خطورة الفعل؟

## أركان الشروع
تقوم الجريمة في صورة الشروع على ثلاثة عناصر رئيسية، وذلك حسبما يبين من نص المادة 45 من قانون العقوبات، وهي:

### البدء في التنفيذ

#### موضع البدء في التنفيذ في مسار الجريمة
لا مجال للشروع في الجريمة إلا إذا قطع الجاني، على طريق الجريمة، مسافة يمكن معها القول بأنه قد بدأ في تنفيذها. ولكن تحديد ذلك ليس بالأمر اليسير. ويرجع هذا إلى أن المشروع الإجرامي، في الجرائم الكبرى على وجه الخصوص، يمر بمسار طويل يبدأ بالمرحلة النفسية الخالصة، ثم التحضير لارتكاب الجريمة، ثم البدء في تنفيذها، ثم تنفيذها كاملة.
أما المرحلة النفسية، ففيها تتولد فكرة الجريمة وتتبلور تدريجيًا حتى تنقلب إلى عزم وتصميم على ارتكابها. والقاعدة أنه لا تجريم ولا عقاب على مايدور داخل النفس مهما بدا العزم قاطعًا، والقول بغير ذلك مؤداه تدخل سافر في مكنون الأنفس، ومطاردة قانونية لمجرد النوايا، وفتح لباب التعسف على مصراعيه. فضلًا عن أنه لا خطورة من التصميم الإجرامي المجرد، لأنه يجوز لصاحبه أن يعدل عنه دون عائق قبل بدأ التنفيذ، ومن حسن السياسة التشريعية تشجيعه على ذلك. وقد أكد المشرع هذا المعنى بوضوح في الفقرة الثانية من المادة 45 بقوله «لا يعد شروعًا في الجناية أو الجنحة مجرد العزم على ارتكابها.... ».
ومع ذلك، يتدخل المشرع أحيانًا ويجرم عزمًا أو تصميمًا إجراميًا متبلورًا، وذلك حينما يقدر أن تصميم الجاني قد اقترن بفعل خارجي يعبر عن خطورة ملموسة، فيخلق حينئذ من هذا الوضع جريمة قائمة بذاتها. ومن ذلك أن يتخذ العزم صورة تهديد شفوي أو مكتوب بارتكاب قتل، أو أن يعبر عن التصميم بالانضمام إلى عصابة إجرامية أو بتآمر بين عدة أشخاص لارتكاب جريمة ماسة بأمن الدولة (المادة 86 مكررًا من قانون العقوبات).

### القصد الجنائي
يعد القصد الجنائي (الركن المعنوي) هو الركن الثاني الذي يفترضه الشروع. و قد أشارت إليه صراحة المادة (45) من قانون العقوبات وهو يتطلب أن يكون الجاني قد أرتكب الفعل بقصد ارتكاب جناية أو جنحة معينة في صورة تامة. والمشرع لا يعاقب على الشروع في جميع الجرائم، مما يعني أن إتجاه قصد الجاني إلى ارتكاب جريمة معينة يتيح التعرف على حكم القانون في الشروع فيها.

#### ماهية القصد الجنائي في الشروع
جوهر القصد الجنائي في الشروع هو الإرادة الآثمة المتجهة إلى إحداث النتيجة الإجرامية التي تخلفت لسبب غير اختياري، وهي ذات الإرادة التي يلزم توافرها لقيام الجريمة التامة: فالإرادة متجهة في الحالتين نحو إتمام الجريمة، بغض النظر عن عدم تحقق النتيجة المقصودة في الشروع. فمن يطلق رصاصة على آخر بقصد قتله وتحدث الوفاة بالفعل يتطابق القصد الجنائي لديه مع قصد شخص آخر يطلق رصاصة مماثلة فلا تصيب المجني عليه سوى بأذى بسيط.
ويلزم أن يتوافر في القصد الجنائي في الشروع عنصران: اتجاه الإرادة إلى إتمام الجريمة من ناحية، واتجاهها إلى ارتكاب جريمة معينة من ناحية أخرى.
ويتطلب القانون المصري لقيام الشروع اتجاه القصد الجنائي إلى ارتكاب جناية أو جنحة: فلا شروع في المخالفات، لضآلة المصلحة المحمية في هذا الفرض.

#### نطاق الشروع بالنظر إلى القصد الجنائي
يترتب على اعتبار القصد الجنائي عنصرًا لازمًا لقيام الشروع حصر مجال هذا الأخير في الجرائم التي تستقيم طبيعتها وفكرة الشروع، أي التي يتخذ الركن المعنوي _ فيها_ صورة القصد الجنائي. أما تلك التي لا تقوم على القصد الجنائي فلا مجال للشروع فيها.
فمن ناحية، لا شروع في الجرائم غير العمدية، وهي التي يتخذ الركن المعنوي فيها صورة الخطأ غير العمدي: ففي هذا الأخير لا تتجه الإرادة إلى إحداث النتيجة الإجرامية، ومن ثم لايتصور الشروع فيها، مهما كانت خطورة الفعل على المصلحة محل الحماية الجنائية. وتطبيقًا لذلك، فإن الإهمال في صيانة آلة على نحو ينذر بانفجارها وإصابة الغير أو وفاته لايعد شروعًا في قتل غير عمدي أو إصابة غير عمدية، وكذلك الحال بشأن قيادة سيارة على نحو يهدد حياة الغير بالخطر: فذلك ليس شروعًا في قتل غير عمدي، ولكنه قد يمثل جريمة قائمة بذاتها إذا كان القانون يجرم فعل القيادة الخطرة في ذاته؛ وقد يفضي ذلك إلى قتل الغير أو إصابته خطأ، وحينئذ يسأل عن قتل خطأ أو إصابة غير عمدية.
ومن ناحية أخرى، لا شروع في الجرائم متجاوزة أو متعدية القصد: ففي هذا النوع من الجرائم يتجه القصد الجنائي إلى نتيجة محددة، ولكن تقع على أثر فعل الجاني نتيجة أشد جسامة فيحمله القانون تبعتها، على الرغم من أن إرادته لم تتجه إليها. ومن ذلك: جريمة الضرب المفضي إلى موت، والتي تتجه فيها الإرادة الأثمة إلى المساس بسلامة الجسم دون إزهاق الروح. ومن البديهي أنه لا يتصور الشروع في هذا النوع من الجرائم لتخلف قصد إحداث النتيجة المتفاقمة ابتداءً، ومن ثم عدم توافر الشروع.

### عدم تمام الجريمة لسبب غير إرادي
يفترض النموذج القانوني لجريمة الشروع ليس فقط تخلف النتيجة الإجرامية التي كان الجاني يسعى إليها، وإنما كذلك أن يكون التخلف راجعًا إلى أسباب خارجة عن إرادته. ويثير هذا الشرط الأخير ثلاثة تساؤلات فرعية يتعلق أولها بالتمييز بين البدء في التنفيذ والتنفيذ الكامل، وثانيهما بماهية العدول الذي يحول دون قيام الشروع، وثالثهما بالحالة التي يكون من المستحيل فيها تحقق النتيجة الإجرامية.

#### التمييز بين تمام الجريمة والشروع فيها
من البديهي أن مجال الشروع ينحصر في الحالات التي يتوقف فيها نشاط الجاني أو يستنفد فيخيب أثره قبل تمام الجريمة بتحقق نتيجتها الإجرامية: فإذا وقعت هذه الأخيرة على أثر فعله سئل الجاني عن جريمة تامة وليس عن مجرد شروع فيها.
وتطبقًا لذلك، لا تتم جريمة السرقة إلا بتحقق نتيجتها وهي استيلاء الجاني على حيازة المال المسروق بإخراجه من حيازة المجني عليه على نحو تدنو للجاني أو لغيره السيطرة عليه، وإلى أن يتحقق ذلك تظل السرقة في حالة شروع.

#### العدول الذي يحول دون قيام الشروع
يفترض الشروع أن الجاني يسعى إلى تحقيق النتيجة الإجرامية ولكنه فشل في بلوغها لأسباب خارجة عن إرادته: فإذا كان ثمة عدول عن تحقق النتيجة في هذا الفرض، فهو عدول اضطراري أو غير اختياري من قبل الجاني.
وعلى هذا النحو، يقدم المشرع للجاني وعدًا بصفح تشريعي إن هو ثاب إلى رشده وحال بإرادته دون تحقق النتيجة الإجرامية. وهذا مسلك حذى بتأييد من جانب الفقهاء لأنه يدعم الدور الوقائي للسياسة الجنائية في مواجهة الإجرام، حيث يتفق والطبيعة البشرية التي تحتاج إلى تدعيم العوامل المانعة من الإجرام في مواجهة العوامل الدافعة إليه؛ هذا فضلًا عن أن مصلحة المجتمع في عدم عقاب من عدل اختيارًا عن إتمام مشروعه الإجرامي تفوق مصلحته في تقرير العقاب رغم العدول.
والعدول الذي يحول دون قيام الشروع في الجريمة المقصودة هو ذلك الذي يتوافر فيه شرطان يتعلق أولهما بطبيعته وثانيهما بتوقيت حدوثه.
فبالنسبة للشرط المتعلق بطبيعة الشروع أن يكون العدول عن إتمام المشروع الإجرامي ذا طبيعة اختيارية، أي أن يكون راجعًا إلى إرادة تلقائية من الجاني بالانسحاب من المشروع الجرامي والحيلولة دون إتمامه.
أما بالنسبة للشرط المتعلق بتوقيت العدول، يلزم بالإضافة إلى ذلك أن يقع قبل تمام الجريمة بتحقق نتيجتها وقبل قيام الشروع بتحقق أركانه كاملة، فإذا حدث عدول بعد هذا أو ذاك، فلا نكون إلا بصدد (ندم متأخر) أو (توبة إيجابية لاحقة) لا أثر لها في نفي الجريمة أو الشروع. والعلة في ذلك واضحة، وهي أن التوبة اللاحقة بالمعنى السابق لا يتحقق بها معنى العدول الذي يبرر عدم توقيع العقاب وفقًا لأصول سياسة العقاب.

#### الشروع والجريمة المستحيلة
الجريمة المستحيلة هي تلك التي يأتي فيها الجاني نشاطًا بقصد تحقيق نتيجة إجرامية يستحيل ماديًا أو قانونًا أن تتحقق لسبب كان يجهله، مهما بلغ قدر العناية التي يبذلها لتحقيقها، وذلك إما لأن موضوع الجريمة ذاته غير موجود، وإما لأن الوسيلة التي يستخدمها غير صالحة في الظروف التي استعملت فيها لإحداث النتيجة. وهكذا تبدو المصلحة المحمية جنائيًا في هذا الفرض غير مهددة بخطر ما، حيث كان نشاط الجاني منذ بدايته محكومًا عليه بالفشل وخيبة الأثر.
ومن قبيل ذلك: محاولة شخص السرقة من جيب خال أو من خزينة خاوية، أو إجهاض امرأة يعتقدها حبلى بينما هي ليست كذلك، أو قتل شخص قد مات بالفعل.
وقد ثار منذ عهد بعيد جدل حول ما إذا كان من الملائم إلحاق الجريمة المستحيلة بالجريمة الخائبة والعقاب على الشروع فيهما بذات الشروط.
ونقطة البداية في الجدل الذي أثارته فكرة الجريمة المستحيلة هي أنه إذا كان الشروع يتطلب بدء في التنفيذ، فإن هذا يفترض للوهلة الأولى أن يكون التنفيذ الكامل ممكنًا لو لم يوقف أو يخيب أثره. وهذا يقود إلى تساؤل آخر يرتبط به حل مشكلة الجريمة المستحيلة: هل يشترط للعقاب على الشروع أن يكون تحقيق النتيجة ممكنًا في ذاته، أي من الناحية الواقعية، أم يكفي أن يكون ذلك ممكنًا حسب تقدير الجاني، بصرف النظر عن مدى تطابق تقدير، بصرف النظر عن مدى تطابق تقديره مع حقيقة الأمور؟
الإجابة على هذه التساؤلات تتوقف على المذهب المتبنى في سياستي التجريم والعقاب بشأن الشروع.
ويخرج عن إطار الجريمة المستحيلة، رغم تداخلها الظاهري معها، ما يعرف ( بالجرائم الخارقة للطبيعة)، كالاستعانة بالسحر أو الشيطان أو تعويذة أو ممارسة طقوس معينة لإلحاق أذى بالغير أو لتحقيق نتيجة (إجرامية) أخرى.

## العقاب على الشروع

### نطاق العقاب على الشروع من حيث الجرائم
يتحدد نطاق العقاب على الشروع من حيث الجرائم إما من خلال نصوص التجريم بشأن الشروع، وإما من خلال الاعتبارات التي تتعلق بطبيعة الجريمة ذاتها.

#### النطاق التشريعي للعقاب على الشروع
لا تجري التشريعات المقارنة على وتيرة واحدة بشأن تجريم الشروع، أي تحديد الجرائم التي يعاقب على الشروع فيها: فمنها مايعاقب على الشروع في كلفة الجرائم، جسيمها ويسيرها؛ ومنها مالا يعاقب عليه إلا في حالات محددة بنصوص خاصة. وبوجه عام، فإن التشريعات تستبعد الجرائم البسيطة من نطاق العقاب على الشروع، لا سيما طائفة المخالفات. أما فيما يتعلق بالشروع في الجنح، فبعض التشريعات تعاقب عليه دائمًا، وبعضها لا يعاقب عليه إلا بنص خاص.
وقد سلك المشرع المصري ذات المسلك في تحديد نطاق الشروع المعاقب عليه، مستعينًا في ذلك بالتقسيم الثلاثي للجرائم. والدعامة الأساسية التي يقوم عليها هذا الاتجاه هي أن درجة التهديد التي تتعرض لها المصلحة المحمية فيالشروع تزداد كلما ارتفعت جسامة الجريمة على فرض وقوعها تامة. وانطلاقًا من ذلك، فقد أخذ المشرع المصري بمبدأ العقاب على الشروع في الجنايات جميعها بدون حاجة إلى نص خاص بشأن كل جناية على حدة، إلا أن يرد نص باستبعاد الشروع في جناية بعينها. ويستفاد تجريم المشرع للشروع في كافة الجنايات بغير حاجة إلى نص في كل حالة على حدة من نص المادة 46 من قانون العقوبات والتي تحدد كم العقاب على الشروع في الجناية.
وللعلة ذاتها فقد استبعد الشروع مطلقًا من نطاق المخالفات، باعتبارها أقل الجرائم جسامة، ومن ثم يغدو تقرير العقاب بشأنها غير مفيد. أما الجنح، فلم يقرر المشرع العقاب على الشروع فيها كقاعدة، وإنما قرره بشأن بعضها فقط، وهي جنح رأى فيها جسامة خاصة ومن ثم استنتج خطورة خاصة من الشروع فيها.
وفي ذلك تنص المادة 47 من قانون العقوبات على أن «تعين قانونًا الجنح التي يعاقب على الشروع فيها». ويؤخذ على هذه الخطة أنها قد تخلف ثغرات في نظام العقاب على الشروع في بعض الجنح لعدم النص، بينما تقتضي مصلحة المجتمع سد تلك الثغرات، وهو ماسوف يدفع المشرع للتدخل من أجل ذلك. أهم التطبيقات التي وردت لتجريم الشروع في مجال الجنح في تقنين العقوبات: الشروع في نقل المفرقعات أو المواد القابلة للالتهاب (المادة 170) والشروع في السرقة (المادة 321) والشروع في الابتزاز بالتهديد ( المادة 326) والشروع في النصب (المادة 336).